# Вишукана варіація
Вишукана варіація — це використання синонімів, щоб уникнути повторів або додати різноманітності тексту. У 1906 році Генрі та Френсіс Фоулери ввели цей термін у книзі «The King's English». У їхньому розумінні, цей термін стосується іменників і займенників, яких уникнули. Займенники — це варіації, які призначені для запобігання недоречного повторення, вони часто непотрібні, та все ж можуть бути використані за потреби. Фоулери рекомендують, щоб «варіації мали місце лише тоді, коли слово двозначне або помітно монотонне».

## Історія
У Dictionary of Modern English Usage, виданому в 1926, Генрі Фоулер подає те саме визначення, але більш чітко застерігає від надмірного використання варіацій чи синонімів з боку письменників, які «мають намір красиво висловитися», а не «зрозуміло передати зміст». Він додає, що «існує не так багато літературних помилок, які настільки поширені». Далі автор наводить приклади того, коли варто було б вживати варіації, а коли ні.
З моменту появи вишуканої варіації в 1906 році її згадують у посібниках зі стилістики та використання, але первісне значення терміна зазнало низки змін. Наприклад, Брайан А. Гарнер припускає, що коли Фоулер вживає слово «вишуканий», він насправді має на увазі протилежне — «невишуканий». За словами Гарнера, за часів Фоулера, слово «вишуканий» було «мало не зневажливим». Гарнер також стверджує, що Фоулер ужив термін «вишукана варіація» на позначення «звички не повторювати одне й те саме слово двічі в межі одного реченні чи уривку». Однак Фоулер не давав такого визначення. Як зазначає Річард В. Бейлі, Гарнер, перекручуючи думки Фоулера, створив солом'яного мовознавця. Проте, слідом за Гарнером невишукану варіацію використовували й інші, зокрема Джеральд Лебовіц та Вейн Шісс.

## Приклади
- У The King's English (1906) Г. В. Фоулер наводить як приклад цей уривок із The Times :

Учора й сьогодні Імператор приймав генерала барона фон Бека… Тому можна впевнено припустити, що умови можливого рішення самі собою визрівають у думках Його Величності. Вони можуть лягти в основу майбутніх переговорів з угорськими партійними лідерами під час наступного візиту Монарха до Будапешта.
Імператор, Його Величність і Монарх — це все про одну й ту саму особу. Фоулер зазначає, що такі надмірні варіації ускладнюють розуміння змісту речення, коли читач відволікається на «роздуми про те, як назвуть короля наступного разу». Якщо письменнику доводиться вибирати між «монотонним повторенням» і «незграбною варіацією», Фоулер радить зупинитися на тому, що здається природнішим.
- Серед літературних редакторів The Guardian «зайві синоніми» називають «povs», абревіатура від фрази «popular orange vegetables», яку було вилучено з чорнового варіанту статті про моркву в Liverpool Echo.[8] Чарльз В. Мортон так само писав про «видовжений жовтий фрукт» як ймовірний синонім слова «банан», ужитий у Boston Evening Transcript.[9]
- Garner's Modern American Usage подає приклади, наведені Мортоном, зокрема, «видовжений жовтий фрукт» та інші: більярдні кулі («пронумеровані сфероїди»); Синя Борода («блакитновусий вбивця дружин»); пошук великодніх яєць («полювання на курячі яйця»); молоко («молочна рідина»); устриці («соковиті двостулкові молюски»); арахіс («соковитий земляний горіх»); співочий птах («птах-співак»); вантажівка («мастодонт автошляхів на гумових шинах»).[3]

- Посібник із написання науково-фантастичних творів Turkey City Lexicon називає вишукані варіації синдромом «кремезного детектива» на честь персонажа Майка Шейна, якого в серіалі описують евфемізмами на кшталт «кремезний детектив» або «рудий сищик».[10]

## У французькій мові
У французькій мові використання вишуканих варіацій є важливим складником хорошого стилю. Гуморист уявив, що пише статтю про Гастона Деффера: «Можна сказати Деффер один раз, але не двічі. Тому наступного разу ви скажете мер Марселя, міністер планування, чоловік Едмонди, Гастон, Гастонет, а потім… Ну, а потім ви припините говорити про нього, бо не знаєте, як назвати його далі».